# Герб Дрогичина
Герб города Дрогичина — районного центра Брестской области, Республики Беларусь.
Герб утверждён 19 мая 1998 года решением Дрогичинского городского совета № 310..
Герб внесён 9 июня 1998 года в Гербовый Матрикул Республики Беларусь под номером 15.

## Описание герба
В лазуревом поле варяжского щита, в верхней части расположены два серебряных голубя, повёрнутые головами друг к другу. Под ними серебряный натянутый лук со стрелой наконечником вверх. С обеих сторон лука расположены две пары серебряных желудей.

## Описание символики герба
Голуби олицетворяют Сретение, в городе некогда существовала церковь в честь Сретения Господня.
Натянутый лук указывает на принадлежность к Брестской области.
Жёлуди символизируют некогда расположенные на месте Дрогичина вековые дубравы.
Герб Дрогичина разработан главным архитектором района В. Г. Михнюком.

## История герба
Известен не утверждённый проект герба Дрогичина, когда город входил в Кобринский уезд Гродненской губернии. Проект герба был составлен во второй половине XIX века (1868) и имел следующий вид: в серебряном поле лазуревый волнистый пояс, сопровождаемый сверху и снизу червлёными шарами. В вольной части герб Гродненской губернии.